# Victor Moritz Goldschmidt

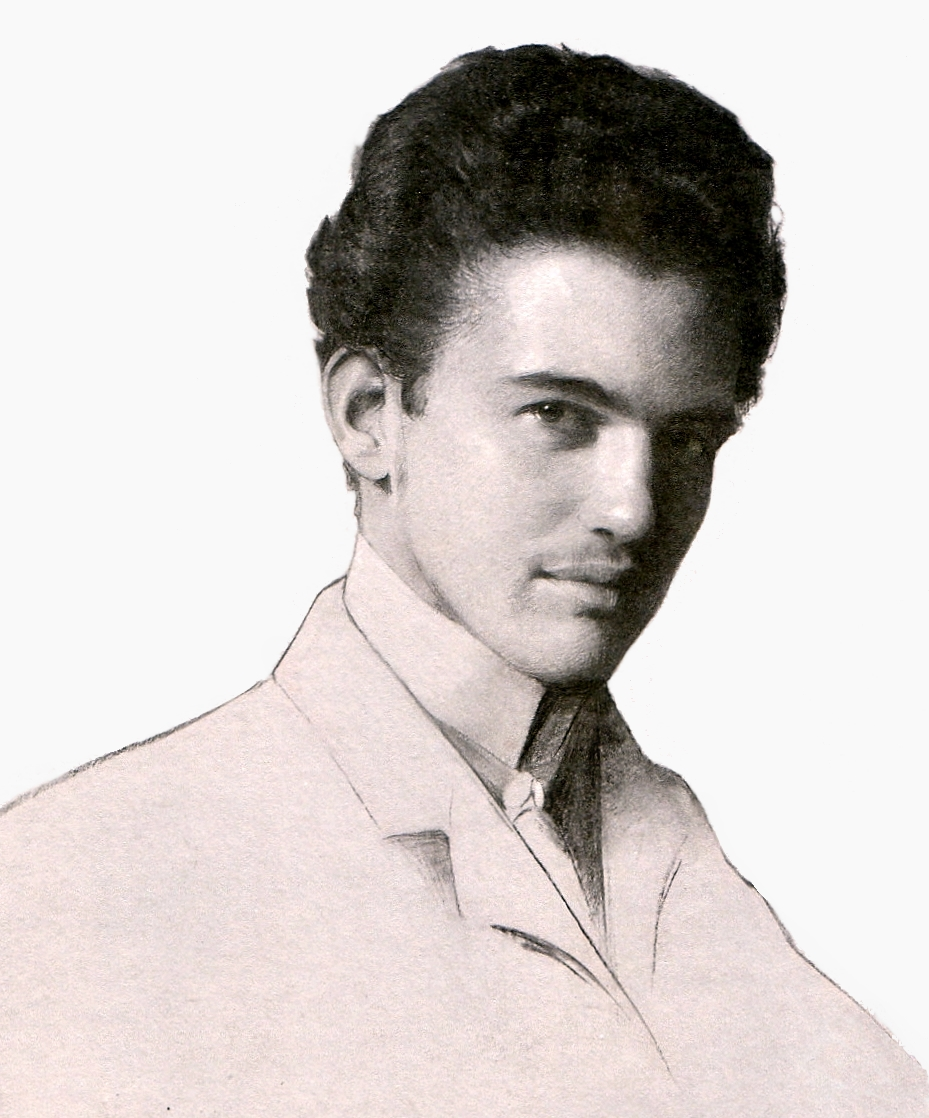
Victor Goldschmidt op jonge leeftijd.

Victor Moritz Goldschmidt (Zürich, 27 januari 1888 – Oslo, 20 maart 1947) was een Noors scheikundige en aardwetenschapper van Joodse afkomst.

Hij wordt (samen met Vladimir Ivanovitsj Vernadski) beschouwd als de grondlegger van de geochemie. Hij verzon de classificatie van elementen die naar hem de Goldschmidt-classificatie wordt genoemd.

## Loopbaan
Zijn vader Heinrich Jacob Goldschmidt was een natuurkundige. In 1901 verhuisde de familie van Zwitserland naar Kristiana (tegenwoordig Oslo) in Noorwegen.
Victor Goldschmidt studeerde aan de Kongelige Frederiks Universitet als leerling van Waldemar Christopher Brøgger, hij promoveerde in 1911 op een onderzoek naar de contactmetamorfose in het gebied rondom de stad. Ook deed hij onderzoek naar de mineralogie en petrologie van het zuiden van Noorwegen. In 1912 werd Goldschmidt, met meer aanbiedingen op zak, op 26-jarige leeftijd hoogleraar aan dezelfde universiteit. Hij bleef onderzoek doen naar de metamorfe gesteenten van zuidelijk Noorwegen, maar zijn belangrijkste werk was het onderzoeken van vele chemische verbindingen, waaronder veel oxides en de invloed van ionradii van zeldzame aarden.
In 1929 werd hij hoogleraar aan de universiteit van Göttingen in Duitsland, maar in 1935 keerde hij terug naar Oslo, gedwongen door de terreur van de nazi's (Goldschmidt was Joods). In 1940 bezette nazi-Duitsland ook Noorwegen en werd hij gevangengenomen. Het Noorse verzet hielp hem echter ontsnappen en hij vluchtte via Zweden naar Groot-Brittannië. Inmiddels was hij ernstig ziek geworden. Nadat hij in 1946 nog naar Oslo terugkeerde stierf hij ten slotte op 59-jarige leeftijd.
In 1954 werd zijn boek Geochemistry postuum uitgebracht.

## Ontdekkingen
Goldschmidt was de eerste die de fase regel van Gibbs toepaste op mineralen in gesteenten, waarmee hij een nieuw vakgebied (geochemie) opende. Goldschmidt deed ook onderzoek naar de metamorfe reacties zelf en karteerde de isograden rondom een intrusie. Hij ontwikkelde het concept van indexmineralen verder (dit was in 1893 door George Barrow ontdekt) en een van zijn medewerkers, Pentii Eskola, verzon het begrip metamorfe facies.
Goldschmidt was ook de eerste die onderzoek deed naar de verspreiding van de elementen. Hij kwam tot het inzicht dat de mate waarin elementen zich in kristallen binden afhankelijk is van hun elektronegativiteit, Pauling-covalentie, ionstraal en Vanderwaalsstraal. Dit inzicht bracht hem ertoe de elementen in te delen naar de plek in de Aarde waar ze zich het liefst bevinden, wat de Goldschmidt classificatie genoemd wordt.
Goldschmidt deed ook berekeningen naar kringlopen van chemische elementen, zo berekende hij de hoeveelheid natrium in de oceanen en de hoeveelheid calcium die op Aarde in kalksteen ligt opgeslagen. Omdat hij de metamorfe gesteenten hier niet bij betrok, waren zijn schattingen erg ruw. Door bestudering van meteorieten, met name chondrieten, lukte het hem een ruwe schatting te maken van de gemiddelde chemische samenstelling van de Aarde. Hij ging ervan uit dat chondrieten de samenstelling van het Zonnestelsel tijdens haar vorming hebben.
Goldschmidt realiseerde zich dat zijn ontdekkingen ook in de industrie van pas konden komen en hield zich bezig met de bewerking van olivijn voor industriële doeleinden. Hij had zitting in de Statens Råstoffkomité, het Noorse comité voor grondstoffen.
Onder Goldschmidts' medewerkers en leerlingen bevonden zich behalve Pentii Eskola Lars Thomassen, Tom Fredrik Barth, William Houlder Zachariasen, Reinhold Mannkopff en Wolf von Engelhardt, allen vooraanstaande geochemici van de 20e eeuw.

## Onderscheidingen en vernoemingen
Goldschmidt won de Wollaston medaille in 1944. De Universiteit van Utrecht gaf hem een eredoctoraat in 1933.
Naar hem zijn vernoemd:
- de jaarlijkse Goldschmidt conferentie, een internationale conferentie van geochemici.
- de Victor Moritz Goldschmidt Award van de Geochemical Society
- de Victor Moritz Goldschmidt Preis van het Deutsche Mineralogische Gesellschaft

- Bibliothèque nationale de France: cb129875101 (data)
- CiNii: DA07905116
- Gemeinsame Normdatei: 11923002X
- International Standard Name Identifier: 0000 0001 0964 5444
- Library of Congress Control Number: n87122927
- Nationale Bibliotheek van Tsjechië: mub2011654671
- Nationale bibliotheek van Australië: 35764694
- Nationale Bibliotheek van Israël: 987007502541805171
- Nationale Bibliotheek van Polen: a0000003853899
- Nederlandse Thesaurus van Auteursnamen: 117175978
- LIBRIS: 249559
- SNAC: w64t7tfr
- Système universitaire de documentation: 057143749
- Trove: 1076939
- Virtual International Authority File: 37049304
- WorldCat: E39PBJf48M7yxtFKF3dvjrdRKd